# こちらベスト歌謡曲
こちらベスト歌謡曲（こちらべすとかようきょく）は、1981年9月2日から1984年4月5日までMBSラジオで放送されていたラジオ番組。

## 放送時間
- 月曜日～金曜日 12:15 - 15:00（1981年9月2日 - 1983年4月8日）
- 月曜日～金曜日 12:15 - 14:00（1983年4月11日 - 1983年10月7日）
- 月曜日～木曜日 12:15 - 14:00（1983年10月10日 - 1984年4月5日）

## 出演者
- パーソナリティ
  - 月曜・火曜：野村啓司、石川千加子[3]
  - 水曜：角淳一、豊田晶子[3]
  - 木曜・金曜：松井昭憲、藤田千代美[3]

## コーナー
- キャビン85タウンボックス （1982年から）[4]
- 笑って当てよう一万円 （1982年から）[4]
- 笑って笑ってサアどっち!? （1981年 - 1982年）[3]
- 歌謡曲こんにちは[3][4]
- さおり・しおりのゴールドタイム （1981年 - 1982年）[3]
- 花束プレゼント （1982年から）[4]
- 人に歌あり[3][4]
- お料理はこころの詩 （1981年 - 1982年）[3]
- キッコーマン「五郎夫婦のおかず咄」 （1982年から）[4]
- UCCコーヒーブレイク [3][4]
- 毎日ニュース
- きょうの空模様
- 交通情報
- お天気のお知らせ